# Roger Ljung
Roger Ljung (ur. 8 stycznia 1966 w Lommie) – piłkarz szwedzki grający na pozycji obrońcy.

## Kariera klubowa
Pierwszym klubem Ljunga w karierze był Lunds BK, w którym w 1983 zadebiutował w 3. lidze Szwecji. W tym małym klubie grał przez 2 lata, aż w 1985 przeszedł do pierwszoligowego Malmö FF. Zadebiutował w jego barwach w tym samym roku, jednak przez 2 lata był to jego jedyny mecz w tym klubie i dopiero w 1987 w końcu znalazł się w pierwszym składzie zespołu, który wywalczył wówczas wicemistrzostwo Szwecji. W 1988 Ljung został pierwszy i jedyny raz mistrzem kraju (20 meczów w mistrzowskim sezonie), a w 1989 oprócz wicemistrzostwa dołożył także Puchar Szwecji.
Latem 1989 Ljung wyjechał do Szwajcarii. Przez rok grał w BSC Young Boys w lidze strzelając 4 gole. W 1990 przeszedł do FC Zürich, a w 1991 wyjechał do austriackiej Admiry Wacker Wiedeń. W 1992 grał z nią w finale Pucharu Austrii, a przez 2,5 roku pobytu w Wiedniu zdobył aż 26 goli w lidze (10 w sezonie 1991/1992 oraz 16 w sezonie 1992/1993). Zimą 1994 Ljung przeszedł do Galatasaray SK. W Turcji był jedną z czołowych postaci klubu, który został mistrzem kraju, broniąc tytuł z 1993. Latem 1994 Ljung przeszedł do MSV Duisburg. W Bundeslidze zadebiutował 20 sierpnia w zremisowanym 1:1 meczu z KFC Uerdingen 05. W połowie sezonu doznał kontuzji i do gry wrócił dopiero w marcu. W całym sezonie rozegrał ledwie 13 meczów, z Duisburgiem spadł z ligi, a po sezonie dość niespodziewanie zakończył karierę w wieku 29 lat.
| Sezon   | Klub                 | Kraj       | Rozgrywki    | Mecze | Bramki |
| ------- | -------------------- | ---------- | ------------ | ----- | ------ |
| 1983    | Lunds BK             | Szwecja    | 3. liga      | 21    | 2      |
| 1984    | Lunds BK             | Szwecja    | 3. liga      | 26    | 7      |
| 1985    | Malmö FF             | Szwecja    | Allsvenskan  | 1     | 0      |
| 1986    | Malmö FF             | Szwecja    | Allsvenskan  | 0     | 0      |
| 1987    | Malmö FF             | Szwecja    | Allsvenskan  | 20    | 1      |
| 1988    | Malmö FF             | Szwecja    | Allsvenskan  | 20    | 0      |
| 1989    | Malmö FF             | Szwecja    | Allsvenskan  | 12    | 3      |
| 1989/90 | BSC Young Boys       | Szwajcaria | Nationalliga | 29    | 4      |
| 1990/91 | FC Zürich            | Szwajcaria | Nationalliga | 33    | 0      |
| 1991/92 | Admira Wacker Wiedeń | Austria    | Bundesliga   | 35    | 10     |
| 1992/93 | Admira Wacker Wiedeń | Austria    | Bundesliga   | 32    | 16     |
| 1993/94 | Admira Wacker Wiedeń | Austria    | Bundesliga   | 14    | 0      |
| 1993/94 | Galatasaray SK       | Turcja     | Süper Lig    | 25    | 2      |
| 1994/95 | MSV Duisburg         | Niemcy     | Bundesliga   | 13    | 0      |

## Kariera reprezentacyjna
W reprezentacji Szwecji Ljung zadebiutował w 1988 roku. W 1990 roku znalazł się w kadrze na Mistrzostwa Świata we Włoszech. Zagrał tam jedynie w jednym meczu grupowym, przegranym 1:2 z Brazylią. Szwecja jednak przegrała wszystkie mecze i nie wyszła z grupy.
W 1992 roku Ljung został powołany na Euro 92. W meczach grupowych nie grał, ale wystąpił za to w półfinale z Niemcami, który Szwedzi przegrali 2:3 i zajęli miejsca 3.-4. w tym turnieju.
W 1994 roku Ljung pojechał na swoją trzecią większą imprezę – Mistrzostwa Świata w USA. Był tam podstawowym zawodnikiem zespołu. Już w pierwszym meczu Szwecji z Kamerunem (2:2) zdobył pierwszego gola w meczu. Wystąpił we wszystkich meczach Szwedów w pełnym wymiarze czasowym aż do półfinału. W meczu z Brazylią, przegranym 0:1 otrzymał żółtą kartkę, drugą na tych mistrzostwach i wyeliminowała go ona z meczu o 3. miejsce z Bułgarią, który Szwecja wygrała 4:0.
Karierę reprezentacyjną Ljung skończył w 1995 roku. W reprezentacji rozegrał łącznie 59 meczów i zdobył 3 gole.

## Sukcesy
- Mistrzostwo Szwecji: 1988 z Malmö
- Puchar Szwecji: 1989 z Malmö
- Mistrzostwo Turcji: 1994 z Galatasaray
- 3. miejsce w MŚ: 1994
- 3. miejsce w ME: 1992
- Udział w MŚ: 1990, 1994